# Vaena
Vaena is een geslacht van vlinders van de familie spanners (Geometridae), uit de onderfamilie Ennominae.

## Soorten
- V. dubitata (Bryk, 1913)
- V. eacleoides Walker, 1869
- V. filigranata (Bryk, 1913)